# Modello di Nizza
Il modello di Nizza (o Nice model pron. ˈniːs, dal nome in francese della città, Nice) è un modello fisico che simula l'evoluzione dinamica del sistema solare nelle fasi immediatamente successive alla sua formazione. Deve il suo nome all'Observatoire de la Côte d'Azur di Nizza, dove il modello è stato inizialmente sviluppato.
Il modello propone che, molto tempo dopo la dissipazione del disco protoplanetario, i quattro giganti gassosi (Giove, Saturno, Urano, Nettuno) abbiano subito una migrazione verso le attuali orbite partendo da una configurazione orbitale più compatta e vicina al Sole. In questo differisce dai più classici modelli basati sulla teoria della nebulosa solare, che invece ipotizzano un decadimento delle orbite dei giganti gassosi per attrito con i residui del disco. Il modello si caratterizza per una fase di instabilità breve ma intensa, durante la quale i pianeti esterni hanno assunto delle orbite particolarmente eccentriche.
Il modello è utilizzato nelle simulazioni dinamiche del sistema solare per spiegare alcuni avvenimenti come il bombardamento asteroidale del sistema solare interno, la formazione della nube di Oort e l'esistenza di particolari popolazioni di corpi minori come la fascia di Kuiper, gli asteroidi troiani di Giove e Nettuno e gli oggetti transnettuniani risonanti. La sua capacità di riprodurre gran parte delle caratteristiche osservate nel sistema solare rende conto del fatto che tale modello sia largamente accettato come il modello più realistico dell'evoluzione precoce del sistema planetario, sebbene non tutti i planetologi siano pienamente soddisfatti: uno dei suoi principali limiti, infatti, consiste in una scarsa riproducibilità delle dinamiche dei satelliti irregolari dei giganti gassosi e degli oggetti a bassa inclinazione orbitale della cintura di Kuiper.

## Sintesi del modello
Il nucleo originario del modello è un terzetto di pubblicazioni comparse sulla rivista scientifica Nature nel 2005, a firma di Rodney Gomes, Harold F. Levison, Alessandro Morbidelli e Kleomenis Tsiganis. In queste pubblicazioni gli autori considerarono una configurazione originaria in cui i quattro giganti gassosi del sistema solare (Giove, Saturno e i due giganti ghiacciati, Nettuno e Urano), subito dopo la dissipazione dei gas del disco protoplanetario, si trovavano a percorrere delle orbite pressoché circolari con raggi compresi tra ~5,5 e ~17 unità astronomiche (UA), dunque una configurazione più compatta e più vicina al Sole rispetto all'attuale. Una vasta e densa cintura di planetesimi, costituiti da silicati e ghiacci, di massa complessiva intorno alle 35 masse terrestri (M⊕), si estendeva dall'orbita del pianeta più esterno fino a circa 35 UA.

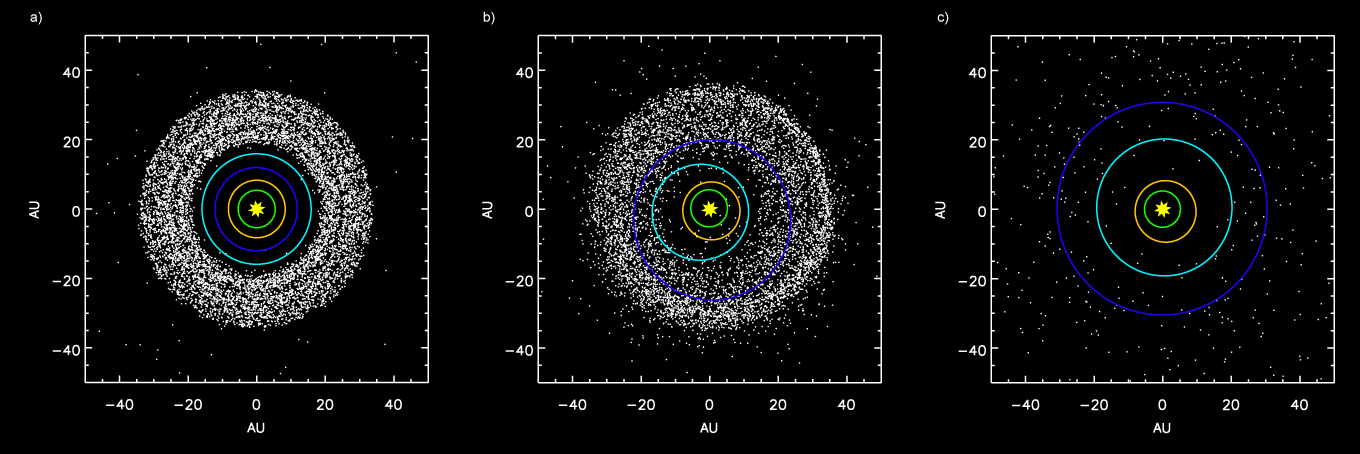
Una serie di immagini che mostra i reciproci rapporti tra i pianeti esterni e la cintura di planetesimi: a) configurazione primitiva, prima dell'instaurarsi della risonanza 2:1 tra Giove e Saturno; b) dispersione dei planetesimi nel sistema solare interno in seguito allo scambio orbitale tra Nettuno (blu scuro) e Urano (blu chiaro); c) dopo l'espulsione dei planetesimi ad opera dei pianeti.

Le orbite dei planetesimi localizzati nel bordo interno della cintura subirono delle perturbazioni gravitazionali da parte dei pianeti più esterni (Saturno, Nettuno e Urano), che ne determinavano un cambiamento dei parametri orbitali. I pianeti più esterni scagliarono verso l'interno la gran parte dei corpi ghiacciati che incontrarono sul loro cammino, scambiando con essi il momento angolare; il risultato fu una migrazione verso l'esterno dei pianeti e la conservazione del momento angolare totale del sistema. Sebbene ogni singola interazione abbia determinato minime variazioni nell'ambito del trasferimento di momento angolare, la somma delle singole interazioni raggiunse valori tali da determinare lo spostamento effettivo dell'orbita planetaria. Il processo andò avanti finché i planetesimi non arrivarono in prossimità di Giove, il cui intenso campo gravitazionale ebbe un'azione frenante sulla loro caduta, stabilizzandoli lungo orbite altamente ellittiche attorno al Sole oppure espellendoli dal sistema planetario. Tale fenomeno ha avuto per conseguenza un lieve decadimento dell'orbita di Giove.
Il ridotto tasso di incontri gravitazionali determinò il tasso al quale i planetesimi venivano sottratti al disco, e il corrispettivo tasso di migrazione. Dopo alcune centinaia di milioni di anni di lenta e graduale migrazione, i due giganti più interni, Giove e Saturno, si assestarono in una risonanza orbitale 2:1; l'instaurarsi di questo fenomeno ha comportato un aumento delle loro eccentricità orbitali, destabilizzando l'intero sistema planetario. L'arrangiamento delle orbite planetarie si è alterato con drammatica rapidità. Giove ha spinto Saturno verso l'esterno, nella sua attuale posizione; questa ricollocazione ha causato delle mutue interazioni gravitazionali tra il pianeta e i due giganti ghiacciati, costretti ad assumere orbite più eccentriche. In questo modo i due pianeti si sono addentrati nella cintura planetesimale esterna, scambiandosi di posizione e perturbando violentemente le orbite di milioni di planetesimi e scagliandoli via dalla cintura. Si stima che in questo modo il disco esterno abbia perso il 99% della sua massa iniziale, il che spiega l'attuale assenza di una folta popolazione di oggetti transnettuniani. Alcuni dei planetesimi scagliati via dai giganti ghiacciati sono stati sospinti nel sistema solare interno, provocando un incremento degli impatti nei pianeti rocciosi, il cosiddetto intenso bombardamento tardivo.
In seguito, le orbite dei giganti ghiacciati hanno assunto i loro attuali semiassi maggiori, e la frizione dinamica con il disco di planetesimi superstite ha ridotto l'eccentricità delle loro orbite rendendole nuovamente quasi circolari.
Nel 50% delle iniziali simulazioni esposte nella pubblicazione di Tsiganis e colleghi, Nettuno e Urano si sono scambiati la propria posizione circa un miliardo di anni dopo la formazione del sistema solare. Tuttavia, tale risultato corrisponde solamente ad uno schema che consideri una distribuzione uniforme delle masse nel disco protoplanetario.

## Effetti sul sistema solare
Elaborare dei modelli per spiegare l'evoluzione dinamica di un sistema planetario, a partire da differenti condizioni iniziali, per tutto l'arco della sua storia passata, è un'operazione complessa, resa ancor più difficile dal fatto che le condizioni iniziali sono lasciate libere di variare, il che determina dei risultati finali più o meno differenti tra loro. La verifica dei modelli è allo stesso modo un'operazione difficile, dal momento che è impossibile osservare direttamente l'evoluzione in atto; tuttavia, la validità o meno di un modello può esser dedotta confrontando i risultati previsti dalle simulazioni con i dati osservativi. Allo stato attuale, i modelli computerizzati che prendono come condizioni iniziali quelle previste dal modello di Nizza rispecchiano maggiormente gran parte degli aspetti osservati nel sistema solare.

### Intenso bombardamento tardivo
Il gran numero di crateri da impatto rinvenuti sulla Luna e sui pianeti rocciosi, datati tra 4,1 e 3,8 miliardi di anni fa, è una delle principali evidenze dell'intenso bombardamento tardivo, un periodo caratterizzato da un'intensificazione del numero di impatti astronomici. Il numero di planetesimi che hanno raggiunto la Luna secondo il modello di Nizza è coerente con quello dedotto dai crateri.

### Costituzione delle famiglie degli asteroidi troiani e della fascia principale

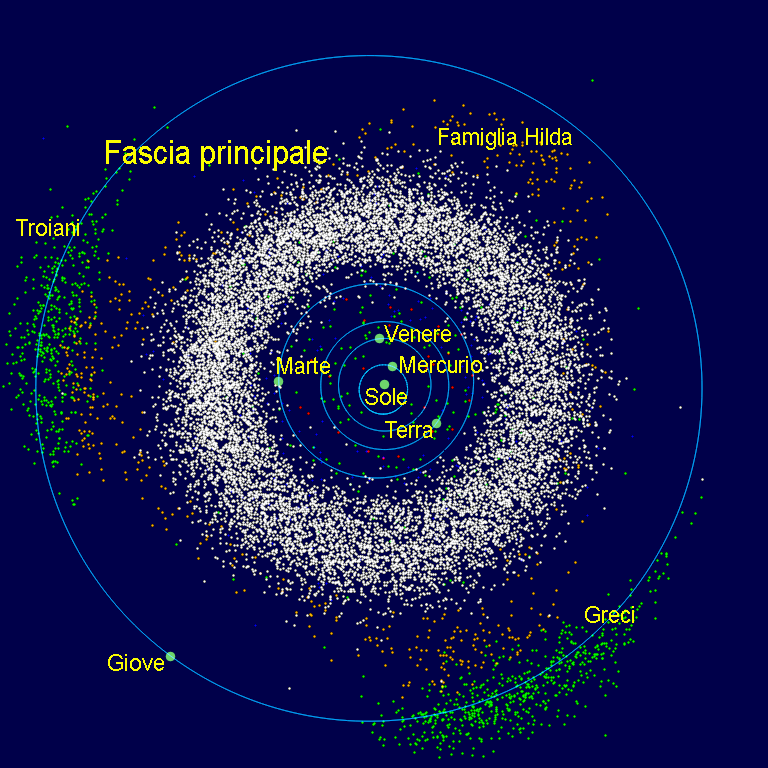
Schema che mostra le famiglie asteroidali del sistema solare interno: i troiani di Giove sono colorati in verde, la fascia principale in bianco, la famiglia Hilda in marrone.

Nel periodo immediatamente successivo all'instaurarsi della risonanza 2:1 tra Giove e Saturno, l'influenza gravitazionale combinata dei giganti gassosi in migrazione avrebbe rapidamente destabilizzato qualunque gruppo preesistente di troiani nei punti di Lagrange L4 ed L5 di Giove e Nettuno. La regione orbitale dei punti di Lagrange si presentava quindi dinamicamente aperta.
Secondo il modello di Nizza, i planetesimi espulsi dal disco ormai distrutto incrociavano in grande numero questa regione, venendone temporaneamente catturati. Non appena il periodo di instabilità orbitale ebbe termine, la regione orbitale divenne dinamicamente chiusa, catturando definitivamente i planetesimi in essa presenti i quali andarono a costituire le attuali famiglie. I dati ottenuti dalle simulazioni coincidono con i dati osservativi per quanto riguarda i parametri orbitali dei troiani di Giove, in particolare i loro angoli di librazione, le eccentricità e le elevate inclinazioni orbitali. I medesimi meccanismi, secondo il modello, avrebbero portato alla formazione dei troiani di Nettuno.
Un elevato numero di planetesimi sarebbe inoltre stato catturato dalle regioni esterne della fascia principale, ad una distanza media superiore a 2,6 UA, e dalla regione della famiglia Hilda. Successivamente, gli oggetti catturati sarebbero andati incontro a ripetute collisioni, che li avrebbero erosi in tanti piccoli frammenti spazzati via dal vento solare o tramite l'effetto YORP, che avrebbero contribuito a rimuoverne oltre il 90%. La distribuzione delle dimensioni più frequenti degli oggetti di questa popolazione simulata trova eccellenti riscontri nelle osservazioni, il che suggerisce che i troiani di Giove, gli asteroidi Hilda, alcuni membri della fascia principale esterna (tutti gli asteroidi di tipo D) e forse il pianeta nano Cerere sarebbero ciò che resta dei planetesimi della cintura esterna in seguito ai processi di cattura e frammentazione.

### Satelliti irregolari

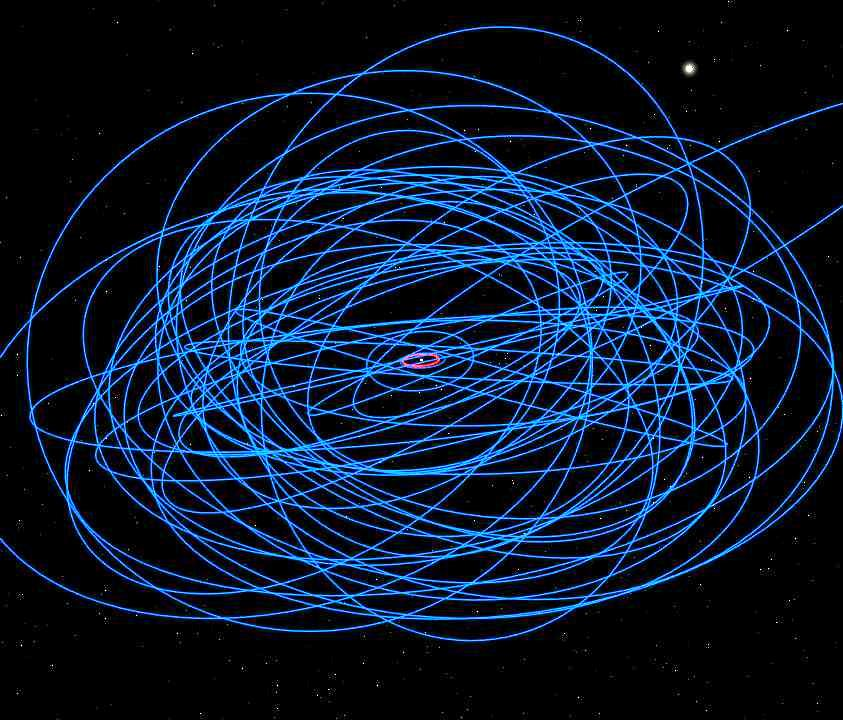
Lo schema mostra le orbite dei satelliti irregolari di Saturno. Per paragone, al centro e in rosso, è riportata anche l'orbita di Titano.

Qualunque originaria popolazione di satelliti irregolari catturata tramite vari meccanismi, come la resistenza fluidodinamica dei gas o impatti all'interno del primitivo disco di accrescimento, sarebbe stata facilmente dispersa a causa delle interazioni tra i pianeti durante la fase di instabilità. Nel modello, un elevato numero di planetesimi interagiscono in questa fase con i giganti ghiacciati ed alcuni di essi vengono catturati in seguito ad interazioni a tre corpi con i pianeti. La probabilità che ciascun planetesimo ha di esser catturato da uno dei giganti ghiacciati è relativamente alta, circa 10−7. Questi nuovi satelliti presentano le più disparate inclinazioni orbitali, a differenza dei satelliti regolari, che orbitano in corrispondenza del piano equatoriale del pianeta. La particolare inclinazione di Tritone, la maggiore delle lune di Nettuno, può esser spiegata ipotizzando che il satellite sia stato catturato in seguito ad un'interazione a tre corpi che ha portato alla disgregazione di un planetoide binario, di cui Tritone costituiva il membro meno massiccio. Tuttavia, questo meccanismo non sarebbe il principale responsabile della cattura del gran numero di piccoli satelliti irregolari individuati; è possibile inoltre che i pianeti si siano "scambiati" alcuni dei satelliti irregolari.
Le orbite simulate dei satelliti irregolari corrispondono a quelle osservate per semiassi maggiori, inclinazioni ed eccentricità, ma non per la distribuzione delle dimensioni. Le collisioni successive tra gli oggetti catturati potrebbero aver creato le sospette famiglie collisionali oggi osservate e sarebbero responsabili della diminuzione della popolazione di oggetti fino alle distribuzioni attuali.
Le interazioni tra i planetesimi e Giove realizzatesi nella simulazione sono però insufficienti per spiegare il grande seguito di satelliti irregolari posseduto dal pianeta, il che suggerisce l'azione di un secondo meccanismo oppure la necessità di una revisione di alcuni parametri del modello di Nizza.

### Regioni più esterne del sistema solare
La migrazione dei pianeti più esterni e le interazioni con Giove sono necessarie per spiegare le caratteristiche delle regioni più esterne del sistema solare. Secondo il modello, gli oggetti costretti da Giove in orbite altamente ellittiche andarono a formare la nube di Oort, serbatoio della gran parte delle comete del sistema solare, mentre gli oggetti vincolati da Nettuno durante la sua migrazione andarono a costituire l'attuale cintura di Kuiper e il disco diffuso.

Rappresentazione artistica della Fascia di Kuiper (sopra) e della nube di Oort (sotto).

Originariamente, al limite esterno del sistema solare, era presente una cintura asteroidale considerata l'antenata della cintura di Kuiper, più densa e vicina al Sole di quanto non sia oggi la sua "discendente": il suo bordo interno giaceva infatti appena oltre le orbite dei giganti ghiacciati e si estendeva fino a circa 30–35 UA. Anche Urano e Nettuno si trovavano allora più vicini al Sole rispetto ad oggi (probabilmente tra 15 e 20 UA), ma in posizioni invertite, ovvero Urano era più lontano dal Sole rispetto a Nettuno.
Durante la migrazione alcuni degli oggetti, tra cui Plutone, vennero a interagire con l'orbita di Nettuno, instaurando con essa una risonanza orbitale. Il modello di Nizza è in grado di spiegare l'occupazione delle attuali risonanze nella cintura di Kuiper, in particolare le risonanze 2:5. Mentre Nettuno migrava verso l'esterno del sistema, si avvicinò agli oggetti della proto-cintura di Kuiper, vincolandone alcuni in risonanza e destabilizzando altri in orbite caotiche. Si ritiene che gli oggetti del disco diffuso siano stati posti nelle loro attuali posizioni dalle interazioni con le risonanze migranti di Nettuno.
Il modello Nizza risulta però carente per quanto riguarda gran parte delle caratteristiche della distribuzione: infatti, è in grado di riprodurre le "popolazioni calde", ovvero gli oggetti che possiedono elevati valori di inclinazione orbitale, ma non le "popolazioni fredde", a bassa inclinazione. Le due popolazioni non solo possiedono parametri orbitali differenti, ma anche differenti composizioni: la popolazione fredda si presenta marcatamente più rossa di quella calda, il che suggerische che si sia formata in una differente regione del sistema solare. La popolazione calda si sarebbe formata nei pressi di Giove e sarebbe stata relegata nell'esterno del sistema in seguito alle interazioni con i giganti gassosi; la popolazione fredda invece si sarebbe formata pressappoco nella sua attuale posizione, anche se in seguito sarebbe stata sospinta verso l'esterno da Nettuno durante la sua migrazione.